# Armenia na Mistrzostwach Świata w Lekkoatletyce 2019
Armenia na Mistrzostwach Świata w Lekkoatletyce 2019 – reprezentacja Armenii podczas mistrzostw świata w Doha liczyła tylko jednego zawodnika, trójskoczka Lewona Aghasjana.

## Skład reprezentacji

### Mężczyźni
| Zawodnik       | Konkurencja | Kwalifikacje | Kwalifikacje | Finał | Finał   |
| Zawodnik       | Konkurencja | Wynik        | Pozycja      | Wynik | Pozycja |
| -------------- | ----------- | ------------ | ------------ | ----- | ------- |
| Lewon Aghasjan | Trójskok    | 16.24 m      | 29.          | NQ    | NQ      |